# 伊号第五十二潜水艦
伊号第五十二潜水艦（いごうだいごじゅうにせんすいかん、旧字体：伊號第五十二潜水艦）は、日本海軍の潜水艦。伊五十二型潜水艦（丙型改潜水艦）の1番艦。艦名としては二代目。ドイツ派遣潜水艦の最終艦（5艦目）。
初代伊52については伊号第百五十二潜水艦を参照のこと。

## 艦歴
1941年（昭和16年）の昭和17年度計画（マル追計画）により、呉海軍工廠で1942年（昭和17年）3月18日起工、1942年11月10日進水、1943年（昭和18年）12月28日に竣工した。呉鎮守府籍となり、訓練部隊の第六艦隊第11潜水戦隊に編入されて訓練に従事。
1944年（昭和19年）3月10日に第8潜水隊に編入。同日、「伊52潜」はフランスのロリアンへ向けて呉を出港。「伊52潜」は「モミ」（8月には「ギンマツ」に変更）という暗号名で呼ばれた。派遣目的は技術習得のためドイツに派遣される技術者の輸送および、ドイツからの最新兵器の輸送であった。同乗した技術者は富士電機、富士通信機製造、東京計器、日本光学、愛知時計電機から各1名、三菱重工から2名であった。「伊52潜」はドイツからの最新技術入手の対価とするための金塊2トンを積んでいた。
3月21日、シンガポールに到着。ドイツが技術供与の対価として求めた天然資源を積み込んだ。アメリカ側の記録によれば積み荷は錫、モリブデン、タングステン計228トン、アヘン288トン（これは2.88トンに訂正されている）、キニーネ3トン、生ゴム54トンであった。4月23日、シンガポール出港。アメリカ側は「伊52潜」の動向を把握しており、5月7日には「伊52潜」のシンガポール出港を確認した。
「伊52潜」はインド洋を経て5月20日ごろには大西洋に至り、6月4日には赤道を超えた。
駐独武官は前例から逆探搭載が必要と考えており、「伊52潜」は北緯15度西経40度で6月22日にドイツ潜水艦「U530」と会合して逆探を受け取るよう指示された。6月22日には会合できず、6月23日20時20分に「U530」と会合。逆探が受け渡され、ドイツ軍人3名が「伊52潜」へ移乗した。
アメリカ側は会合指令の暗号を解読し、護衛空母「ボーグ」および駆逐艦5隻からなる部隊を派遣。6月23日23時39分、「ボーグ」より発進したアベンジャーのうちの1機、20号機（ジェシー・テイラー少佐機）のレーダーに反応があった。目標に接近したテイラー機は照明弾及びソノブイを投下。23時45分、照明弾の光によって浮かび上がった潜水艦を視認。23時46分、テイラー機は急速潜航中の潜水艦に対してマーク54爆雷2個を投下した。2個目のソノブイを投下し、目標が健在であることを知ると23時47分にテイラー機はマーク24魚雷を投下。23時50分、命中音を聴取した。この攻撃を受けた潜水艦が「伊52潜」であるとされる。
6月24日1時、「ボーグ」からのアベンジャー17号機（ウィリアム・ゴードン中尉機）が現場に到着。ソノブイからのスクリュー音を頼りにゴードン機は1時54分にマーク24魚雷を投下。18分後、爆発があった。その後、圧壊音が聴取された。現場では油膜や多数の漂流物が確認され、派遣された駆逐艦2隻は天然ゴムなどの漂流物を回収した。
7月30日に到着信号の発信があり、受け入れ態勢がとられたものの「伊52潜」が現れることはなかった。この信号がなんであったのかは不明である。8月9日、駐独武官は「伊52潜」の行方不明を東京へ報告した。
12月10日除籍。

## 艦体の発見とその後
大量の金塊が積載されていたという記録が公開されたのを受け、1995年にトレジャーハンターのポール・ティドウェルにより沈没位置が特定され、船体も発見された。そして1998年の再調査で遺品や積荷のごく一部が引き上げられたが金塊は発見されず、水深5,000mもの深海であることから資金がかかり過ぎるので、それ以上の調査と金塊の引き上げは断念された。この時回収された遺品は日本に送られた。

## 歴代艦長
※『艦長たちの軍艦史』420-421頁による。
艤装員長
1. 宇野亀雄 中佐：1943年11月15日 -

艦長
1. 宇野亀雄 中佐：1943年12月28日 - 1944年6月24日戦死